# Бардача (село)
Бардача (серб. Бардача) - село у громаді Србац, яке належить ентитету Республіці Сербської, Боснія та Герцеговина. За результатами югославського перепису населення 1991 року у Бардачі проживало 269 осіб.

## Географія

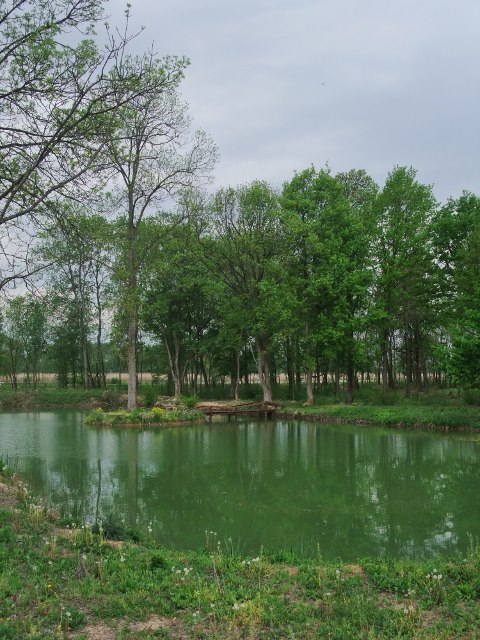
Озеро Бардача

У Бардачі розташований комплекс із одинадцяти маленьких озер – Бардачське озеро. Він розташований між річками Сава і Врбас.

## Історія
На місці Бардачі здавна був ліс. Бардача була заснована у 1901 році.

## Населення
99% населення Бардачі - християни-ортодокси.